# Зайцев, Евгений Станиславович
Евгений Станиславович Зайцев (бел. Яўген Станіслававіч Зайцаў; род. 2 июня 1970, Мстиславль, Могилёвская область, Белорусская ССР, СССР) — белорусский военный и политический деятель, депутат Палаты представителей Национального собрания VII созыва.

## Биография
Евгений Зайцев родился 2 июня 1970 года в городе Мстиславль Могилевской области.
Образование высшее — окончил Харьковское высшее военное командно-инженерное училище ракетных войск имени Маршала Советского Союза Н. И. Крылова, командно-штабной факультет Военной академии Республики Беларусь и Белорусский институт правоведения; полковник.
С 1992 года проходил военную службу на различных должностях — от инженера отделения ракетного полка до командира артиллерийской бригады. С 2012 по 2019 год — военный комиссар Брестской области, начальник Брестского гарнизона.
Избирался депутатом Брестского городского Совета депутатов 26-го созыва, депутатом Брестского областного Совета депутатов 27-го и 28-го созывов.
В ходе парламентских выборов, прошедших в Республике Беларусь 17 ноября 2019 года, Евгений Зайцев был избран депутатом Палаты представителей Национального собрания VII созыва от Брестско-Пограничного избирательного округа № 4.

## Депутат Палаты представителей

### VII созыв (с 6 декабря 2019)
Является членом Постоянной комиссии по национальной безопасности.
Законопроекты:
- «Об изменении Уголовно-процессуального кодекса Республики Беларусь»;
- «О защите персональных данных».

## Выборы
| Кандидат                    | Кандидат                      | Субъект выдвижения                                  | Голосов | %     |
| --------------------------- | ----------------------------- | --------------------------------------------------- | ------- | ----- |
|                             | Зайцев Евгений Станиславович  | Беспартийный                                        | 31 153  | 64,28 |
|                             | Голенчук Владимир Алексеевич  | Беспартийный                                        | 4 272   | 8,81  |
|                             | Масловский Игорь Владимирович | Белорусская социал-демократическая партия (Грамада) | 3 620   | 7,47  |
|                             | Артемук Денис Анатольевич     | Беспартийный                                        | 3 574   | 7,37  |
|                             | Макул Вадим Викторович        | Либерально-демократическая партия                   | 1 591   | 3,28  |
| Против всех                 | Против всех                   | Против всех                                         | 3 831   |       |
| Недействительных бюллетеней | Недействительных бюллетеней   | Недействительных бюллетеней                         | 422     |       |
| Всего                       | Всего                         | Всего                                               | 63 352  | 100   |
| Явка избирателей            | Явка избирателей              | Явка избирателей                                    | 48 463  | 76,50 |

## Личная жизнь
Женат. Воспитывает сына и дочь.

## Награды
- Орден «За Службу Родине» III степени;
- Медаль «За безупречную службу» II степени;
- Медаль «За безупречную службу» III степени.